# Navas del Rey
Navas del Rey er en by og kommune i det centrale Spanien i Madrid-regionen. Den har et indbyggertal på 3.347 (2024) indbyggere.